# Municipio de Grand Forks (Dakota del Norte)
El municipio de Grand Forks (en inglés: Grand Forks Township) es un municipio ubicado en el condado de Grand Forks en el estado estadounidense de Dakota del Norte. En el año 2010 tenía una población de 505 habitantes y una densidad poblacional de 17,7 personas por km².

## Geografía
El municipio de Grand Forks se encuentra ubicado en las coordenadas 47°52′44″N 97°3′13″O / 47.87889, -97.05361. Según la Oficina del Censo de los Estados Unidos, el municipio tiene una superficie total de 28.53 km², de la cual 28,36 km² corresponden a tierra firme y (0,59 %) 0,17 km² es agua.

## Demografía
Según el censo de 2010, había 505 personas residiendo en el municipio de Grand Forks. La densidad de población era de 17,7 hab./km². De los 505 habitantes, el municipio de Grand Forks estaba compuesto por el 96,63 % blancos, el 0,99 % eran amerindios, el 1,98 % eran asiáticos y el 0,4 % eran de una mezcla de razas. Del total de la población el 1,58 % eran hispanos o latinos de cualquier raza.